# Ожк
Ожк (пол. Orzk) — село в Польщі, у гміні Длутув Паб'яницького повіту Лодзинського воєводства.
Населення — 248 осіб (2011).
У 1975-1998 роках село належало до Пйотрковського воєводства.

## Демографія
Демографічна структура станом на 31 березня 2011 року:
|          | Загалом | Допрацездатний вік | Працездатний вік | Постпрацездатний вік |
| -------- | ------- | ------------------ | ---------------- | -------------------- |
| Чоловіки | 121     | 18                 | 89               | 14                   |
| Жінки    | 127     | 30                 | 69               | 28                   |
| Разом    | 248     | 48                 | 158              | 42                   |